# Al-Mashashita
Al-Mashāshiṭa (in arabo المشاشطة‎?) è un centro abitato della Libia, nella regione della Tripolitania.